# Dinamarca en los Juegos Olímpicos de Múnich 1972
Dinamarca estuvo representada en los Juegos Olímpicos de Múnich 1972 por un total de 126 deportistas que compitieron en 17 deportes.  
El portador de la bandera en la ceremonia de apertura fue el ciclista Peder Pedersen.

## Medallistas
El equipo olímpico danés obtuvo las siguientes medallas:
| Nombre         | Deporte           | Competición           |
| -------------- | ----------------- | --------------------- |
| Oro            |                   |                       |
| Niels Fredborg | Ciclismo en pista | 1000 m contrarreloj M |
| Plata          |                   |                       |
| —              |                   |                       |
| Bronce         |                   |                       |
| —              |                   |                       |